# TaleSpin (videojuego)
TaleSpin es un videojuego de 1991 publicado por Capcom para la Nintendo Entertainment System. Está basado en la serie de animación de Disney del mismo nombre que se tituló en español como Aventureros del Aire. Capcom también hizo una conversión para Game Boy. Sega, por su parte, publicó sus propias versiones de TaleSpin para Mega Drive y Game Gear, mientras que NEC también hizo su versión del juego para su videoconsola TurboGrafx-16.